# راكض للخلف
بان زياد طارق مواليد البصرة 1991 و توفيت في البصرة 3 أغسطس 2025 طبيبة عراقية اختصاصية في الأمراض النفسية والعصبية. عملت في المستشفيات التعليمية بمحافظة البصرة بعد تخرجها من كلية الطب في جامعة البصرة عام 2015. أثارت وفاتها جدلاً واسعاً في العراق بعد تضارب الروايات الرسمية والشعبية بين فرضية الانتحار وفرضية تعرضها جريمة قتل، لتتحول قضيتها إلى واحدة من أبرز قضايا الرأي العام في البلاد خلال عام 2025.

## السيرة الذاتية
- الميلاد: وُلدت بان زياد طارق عام 1991 في محافظة البصرة، العراق.
- التعليم: التحقت بكلية الطب في جامعة البصرة، وتخرجت منها عام 2015 بدرجة بكالوريوس في الطب والجراحة.
- المهنة: بعد تخرجها عملت في مجال الطب النفسي والعصبي. اشتهرت بين زملائها بتركيزها على دعم المرضى الذين يعانون من اضطرابات نفسية، خاصة في مجتمع يندر فيه التخصص بهذا المجال. عملت في عدد من المؤسسات الصحية التابعة لوزارة الصحة العراقية في محافظة البصرة.

## الوفاة
في 3 أغسطس 2025، عُثر على بان زياد طارق متوفاة داخل شقتها في مدينة البصرة.
أعلنت السلطات الأمنية أن الوفاة نجمت عن انتحار بسبب معاناة من اضطرابات نفسية، وأُرسلت الجثة إلى دائرة الطب العدلي لفحصها.
لكن وسائل إعلام محلية وعربية نشرت معلومات متباينة، حيث أفادت تقارير بوجود كدمات وآثار ضرب على جسدها، مما أثار شكوكاً حول تعرضها لجريمة قتل. www.shafaq.com و في موقع شفق نيوز قد ذكر وفاة طبيبة شابة في البصرة تثير الجدل 
كما أُثيرت تساؤلات بشأن توقف كاميرات المراقبة في المنطقة القريبة من مكان الحادثة، وتأخر وصول الأجهزة الأمنية. www.infoplusnetwork.com و في موقع انفوبلس قد ذكر المصدر جريمة ام انتحار؟

## الجدل
انقسمت الآراء في العراق حول سبب الوفاة بين روايتين أساسيتين:
- الرواية الرسمية: أكدت وزارة الصحة العراقية وبعض المقربين من العائلة أن الطبيبة كانت تعاني من مشاكل نفسية وضغوط عمل، وأن الوفاة نجمت عن الانتحار.
- الرواية المعارضة: ناشطون وإعلاميون وأطباء اعتبروا أن وجود إصابات جسدية غير مفسَّرة يشير إلى تعرضها لاعتداء، مطالبين بفتح تحقيق مستقل بعيداً عن الضغوط. www.alkhabrsa.com و ايضا في موقع الخبرصة قد ذكر من هي الطبيبة بان زياد طارق؟

## ردود الفعل
- أثارت القضية موجة غضب واسعة على مواقع التواصل الاجتماعي في العراق، حيث تصدر وسم يحمل اسمها منصات التواصل.
- دعت المفوضية العليا لحقوق الإنسان في العراق ومنظمات مجتمع مدني إلى فتح تحقيق شفاف ومحايد، معتبرة أن الحادثة تمثل اختباراً لثقة المواطنين في نزاهة المؤسسات القضائية.
- تناولت وسائل الإعلام المحلية والدولية القضية باعتبارها مرتبطة بملف العنف ضد النساء والعاملين في القطاع الطبي، وسلطت الضوء على ضعف الحماية القانونية والاجتماعية لهذه الفئات. www.almutalee.com و في موقع المتَعلّي ذكر ان العدالة تختبر في قضية بان طارق

## الإرث والتأثير
أصبحت بان زياد طارق رمزاً في النقاشات المجتمعية حول:
- التحديات التي تواجه الأطباء الشباب في العراق.
- ضعف الحماية القانونية للنساء المعرضات للعنف.
- غياب الشفافية في بعض التحقيقات الجنائية.

واعتبرت منظمات حقوقية أن قضيتها تُمثل محطة مهمة للمطالبة بإصلاحات قانونية واجتماعية لحماية الكوادر الطبية والنساء في العراق.

## أسئلة مثارة
- هل الوفاة ناتجة عن اضطرابات نفسية أم عن جريمة قتل؟
- ما سبب الإصابات الجسدية التي أُفيد بوجودها؟
- لماذا توقفت كاميرات المراقبة القريبة من موقع الحادثة؟
- هل جرى التحقيق في ظروف مستقلة وشفافة؟